# Peter Kraus (gyeplabdázó)
Peter Kraus (Rüsselsheim, 1941. június 27. – 2024. augusztus 1.) olimpiai bajnok német gyeplabdázó.

## Pályafutása
A Rüsselsheimer RK játékosa volt, ahol öt nyugatnémet bajnoki címet nyert (1968, 1971, 1975, 1977, 1978). 1969 és 1972 között 26 alkalommal szerepelt a nyugatnémet válogatottban. Részt vett az 1972-es müncheni olimpián , ahol aranyérmes lett a csapattal.

## Sikerei, díjai
- Olimpiai játékok
  - aranyérmes: 1972, München